# Zelma O'Neal
Zelma O'Neal (Rock Falls, 29 maggio 1903 – Largo, 3 novembre 1989) è stata una cantante, attrice e ballerina statunitense.

## Biografia
Nata a Rock Fall e cresciuta a Chicago, dopo aver compiuto i primi studi lavorò in fabbrica. Riuscì poi, con la sorella Berenice, a diventare un'attrice comica di rivista, esibendosi anche in tournée fino a Broadway, dove fu tra le principali interpreti del musical Good News, che ebbe centinaia di repliche dal settembre 1927. Il musical fu rappresentato l'anno dopo anche a Londra, dove Zelma conobbe l'attore britannico Anthony Bushell, che sposò al suo ritorno a New York, il 22 novembre 1928. Nell'ottobre del 1929 fu nella produzione dello spettacolo a Los Angeles e qui rimase per fare i suoi primi film.
Soltanto nella primavera del 1930 lei e il marito intrapresero il loro viaggio di nozze, recandosi in Germania, in Francia e in Inghilterra. A novembre O'Neal apparve con successo in un vaudeville. Nel febbraio del 1931 fu interprete del musical The Gang's All Here ma lo spettacolo ebbe una cattiva accoglienza e chiuse dopo tre settimane.
Nel 1932 O'Neal e Bushell si trasferirono a Londra nel 1932, dove continuarono la loro carriera teatrale. Divorziata nel 1935, l'attrice tornò a New York nel giugno del 1937, abbandonando definitivamente il palcoscenico e lo schermo nel 1938. Nel 1984 pubblicò un libro di memorie, le Memoirs from Scotts Hill. Morì cinque anni dopo e le sue ceneri furono disperse in mare al largo della Florida.

## Filmografia parziale
- Wake Up (1925)
- Who Hit Me? (1926)
- Follow Thru (1930)
- Peach-O-Reno (1931)
- Mister Cinders (1934)
- Joy Ride (1935)
- Let's Make a Night of It (1938)